# Банда-Апи
Банда-Апи — вулкан, расположен в центральной части островов Банда в море Банда, Индонезия.
Банда-Апи — кальдера, высшая точка которой составляет 640 метров. Ширина подводной кальдеры составляет 7 километров, надводная часть вулкана составляет 3 километра в ширину. Помимо Банда-Апи в кальдере образовалось ещё 2 вулканических острова. Подводная часть вулкана уходит на глубину 4 000 метров. Вулкан сложен базальтами и риодацитами. Формирование кальдеры происходило как минимум в 2 этапа. Характер извержений носил стромболианский тип, потоки лавы всегда достигали моря. Нередки были извержения взрывного типа. Европейцами извержения вулкана начали фиксироваться с 1586 года. Моряки голландских и португальских судов нередко наблюдали извержения вулкана, проплывая мимо Банда-Апи. В период с 1586 по 1988 года вулкан проявлял различную активность около 25 раз.
Последнее взрывное извержение плинианского типа началось 9 мая 1988 года в 6.30 утра. Тогда столп пепла поднялся на высоту 3 000 метров. Из жерла вулкана выбрасывало в воздух вулканические бомбы, а по восточному склону текли потоки лавы. В период с 9-19 мая 1998 года образовалось 5 кратеров. В радиусе 2-х километров от вулкана ощущались сильные подземные толчки. Около 7000 жителей близлежащих островов были эвакуированы в безопасные зоны, 2 близлежащие деревни были уничтожены. Вулкан прекратил свою деятельность в августе 1988 года. Спутниковые наблюдения извержения вулкана показали, что частички вулканического пепла достигли 16-километровой высоты.
В настоящий период вулкан не проявляет вулканической активности.